# Exodus (roman)
Pour les articles homonymes, voir Exodus.
Exodus est un roman historique du romancier américain Leon Uris, publié en 1958 et dont le sujet est la fondation de l'État d'Israël.
Le titre provient du récit biblique L'Exode, qui raconte le voyage du peuple juif fuyant l'esclavage pour découvrir la liberté. Le titre est également lié à l'épopée du navire Exodus 1947 et de ses passagers juifs désirant émigrer illégalement vers la Palestine. Cette histoire est décrite au début du livre mais n'est qu'une partie de l'ouvrage.

## Liminaire
Leon Uris, ayant couvert le conflit israélo-arabe en tant que correspondant de guerre en 1956, publie son roman Exodus chez Doubleday deux ans plus tard.

## Le roman
Le fil conducteur de l'histoire est Ari Ben Canaan qui fomente un complot visant à transporter des réfugiés juifs d'un camp de détention britannique établi à Chypre et à les installer en Palestine. L'opération est réalisée sous les auspices du Mossad Le'aliyah Bet. Le livre dépeint ensuite différents personnages et montre les liens entre leur vie personnelle et leur implication dans la naissance du nouvel État juif.
Ensuite, le livre revient sur l'histoire passée de différents personnages comme l'Américaine Catherine Fremont envoyée pour exercer son métier d'infirmière dans un camp de réfugiés à Chypre après avoir perdu son mari à la guerre et sa fille de maladie; Dov Landau, un garçon juif polonais qui a survécu au ghetto de Varsovie et à Auschwitz; et Karen Hansen Clement, une jeune fille juive allemande passée clandestinement au Danemark et survivante de l'Holocauste.
La troisième partie du livre est consacrée à la guerre.

## Critiques
Ce livre a permis de mettre en valeur les évènements vus du côté juif.
Aziz S. Sahwell, Ghassan Kanafani, Robert Fisk ou encore Norman Finkelstein font part de leur impression d'une présentation de l'histoire en défaveur des Arabes.

## Postérité
Le roman est le plus grand best-seller américain depuis Autant en emporte le vent et a induit une nouvelle sympathie pour l'État d'Israël, récemment créé.
Otto Preminger réalise un film de même titre, sorti en 1960, dont le scénario est basé en grande partie sur le roman, et la vedette principale est Paul Newman dans le rôle de Ari Ben Canaan. Le film se focalise principalement sur l'évasion de Chypre et les événements ultérieurs en Palestine.